# Marianus Scottus
Marianus Scottus (gälisch: Muiredach; † ca. 1081 in Regensburg) war ein irischer Mönch und Schreiber, der das Kloster Weih Sankt Peter in Regensburg gründete.
Er wurde vermutlich in Donegal oder Derry (Irland) geboren und gehörte der Familie MacRobartaigh an, die mit der Familie O’Donnels verwandt war, die den Cathach (Battle Book of Colmcille) hütete. Er selbst schrieb seinen Beinamen nachweislich mit zwei t („Scottus“, vgl. Wien, Österreichische Nationalbibliothek, Cod. 1247). 1067 brach er als Pilger mit zwei Gefährten namens Johannes und Candidus zu einer Pilgerreise nach Rom auf. Auf dem Wege dorthin wurde er dafür gewonnen, als Benediktiner in das Kloster Michelsberg bei Bamberg einzutreten. Es wird anachronistisch berichtet, Bischof Otto von Bamberg habe ihn und seine Gefährten zum Eintritt bewegt. Marianus zog jedoch spätestens 1074 nach Regensburg weiter, wo er zunächst im Damenstift Niedermünster (vielleicht davor auch im Damenstift Obermünster) eine Unterkunft fand und für den Lebensunterhalt Handschriften produzierte.
1075/1076 erhielt er von der Äbtissin des Obermünsters die kleine Klosterkirche Weih St. Peter im Süden vor der Arnulfinischen Stadtmauer, wo er sich endgültig niederließ und eine monastische Gemeinschaft gründete, die sich durch weitere irische Pilger schnell vergrößerte und die er in der Art eines Abtes leitete (offiziell hatte er das Amt eines Abt nicht inne). Das Kloster Weih Sankt Peter und das bald darauf (allerdings nach dem Tod des Marianus) ebenfalls in Regensburg gegründete irische Kloster St. Jakob wurden zur Keimzelle der Schottenklöster. Marianus gilt als Gründervater dieser exklusiv irischen Schottenklöster. Anfang der 1080er Jahre, wahrscheinlich 1081, starb Marianus, der schon bald als Heiliger verehrt wurde und rund einhundert Jahre nach seinem Tod durch eine Vita geehrt wurde (Vita Mariani Scotti). Seine Reliquien liegen heute im Altar von St. Jakob.
Von den zahlreichen von ihm geschriebenen oder zumindest glossierten Handschriften sind einige erhalten. Die wichtigsten Autographe des Marianus sind die Paulusbriefe mit Kommentar aus dem Jahr 1079, die heute in der Österreichischen Nationalbibliothek in Wien aufbewahrt werden (Cod. 1247; olim Theol. 287), sowie eine Sammelhandschrift mit verschiedenen Texten, die er 1081 anfertigte und die bis 1083 von einem weiteren Schreiber vollendet wurde (Edinburgh, National Library of Scotland, Fort Augustus Collectio Acc. 11218/1). Seine ursprünglich irisch beeinflusste Schrift passte er rasch der kontinentalen Karolingischen Minuskel an, nur für Glossen (zum Teil in gälischer Sprache) verwendete er weiterhin die irische Minuskelschrift. Als Kalligraph (Schönschreiber) war er nie tätig, er übte die gewöhnliche Schreibtätigkeit aus. Allerdings arbeitete er schnell und manchmal auch bis in die Nacht hinein, wie seine Anmerkungen in den erhaltenen Handschriften belegen. Mit seiner Tätigkeit als Schreiber hängt auch sein berühmtestes Wunder zusammen, denn als ihm nachts Kerzenlicht für das Schreiben fehlte, hätten die Finger seiner linken Hand angefangen zu leuchten, um ihm das nötige Licht zu geben (vgl. Vita Mariani Scotti, Kap. 8).